# Leosthenes
Leosthenes (stgr. Λεωσθένης; zm. 323 p.n.e.) – grecki polityk i mówca, głównodowodzący wojsk ateńskich w początkowej fazie wojny lamijskiej.
Pochodził z demu Kephale. W 324/323 pełnił urząd stratega, w 323/322 pełnił urząd jednego z najważniejszych strategów hoplickich. Jako polityk antymacedoński rozpoczął negocjacje z Etolami i najemnikami na przylądku Tajranon w celu zmontowania koalicji przeciwko dominacji Macedonii w Grecji. Stojąc na czele powstańców odnosił początkowo sukcesy w walkach przeciwko Macedończykom. Zginął w 323 p.n.e. podczas oblężenia Lamii.